# Больгаре
Больгаре (итал. Bolgare) — коммуна в Италии, находится в регионе Ломбардия, подчиняется административному центру Бергамо.
Население составляет 4198 человек, плотность населения составляет 525 чел./км². Занимает площадь 8 км². Почтовый индекс — 24060. Телефонный код — 035.
Покровителями коммуны почитаются святые апостолы Пётр и Павел, празднование 29 июня.